# 塔兰图拉狼蛛4X4装甲车
塔兰图拉狼蛛4X4装甲车（英語：Tarantula HMAV 4×4），是马来西亚首款自主研发的4x4V型抗地雷装甲运输车，可为各种战场的威胁（例如地雷和简易的爆炸装置）提供高水平的防护。装甲车是由马来西亚Mildef International Technologies公司设计和制造，于2021年2月11日公开。该车辆经过测试后，可承担具有防雷能力的装甲运兵车任务，并在战场上具有良好的敏捷性。

## 研发历史
塔兰图拉狼蛛4X4高机动装甲车的名称源于塔兰图拉狼蛛，根据时任马来西亚国防部长依斯迈沙比里的解释，是因为这种大型的毛蜘蛛是大马半岛特有的物种，不仅具有改变身体颜色和行为以适应周围环境的能力，其拥有毒牙让其具备猎杀比自己体型更大的猎物，因此以其命名也象征着首辆国产4X4高机动装甲车的强大性能。
车辆是由马来西亚Mildef International Technologies公司的八名工程师团队联同大马陆军及国防科学技术研究院（STRIDE）协助开发，用了四年的时间和大约1600万令吉的成本研发。装甲车使用70％的本地零件，其余30％的变速箱、发动机和武器系统等使用外国零件。其中一个原型车辆于2021年2月11日公布后，由马来西亚陆军部队进行测试。之后在同年4月2日一场推介礼上正式面世。

## 设计与功能
塔兰图拉狼蛛4X4高机动装甲车的车身长度为5.6米，宽度为2.5米，高度为2.5米，重量为14吨，空载时为11吨。车辆的轴距和离地间隙分别为3.2米和430毫米。车辆最多可容纳十个人，后门装有液压坡道，以方便车组人员进出。
车辆引擎由向卡特彼勒采购的7.2升涡轮增压柴油发动机提供动力，马力为330，最高时速达110公里/小时。装甲车的接近角和离开角分别为40°和35°。车辆可以协调60％和40％的边坡坡度。车辆可以爬上500毫米的垂直障碍物，可以越过1m的沟渠，转弯半径约为8m。
装甲车可在-21°C至-31°C的寒冷条件下以及32°C至49°C的高温干燥条件下运行。该车辆的模块化设计可以根据客户要求以不同的规格进行定制。
在防御和武装方面，该车辆的复合装甲符合北约的Stanag 4569防御标准2级军事保护标准，车辆的底盘保护与Stanag 4569 2B级兼容，而车身保护与Stanag 4569 2A级兼容。该车辆还配备了防地雷减震座椅，以最大程度地减少发生爆炸时受伤的风险。主要武装为可提供360度保护的遙控武器系統，并配备7.62毫米或12.7毫米重机枪或自动榴弹发射器，用于自卫保护。